# Bandakote, Chintamani
Bandakote là một làng thuộc tehsil Chintamani, huyện Kolar, bang Karnataka, Ấn Độ.